# Discografia degli Aerosmith
La seguente è la discografia degli Aerosmith, gruppo musicale statunitense in attività dal 1970.

## Album

### Album in studio
| Anno                                                                                               | Titolo | Classifiche | Classifiche | Classifiche | Classifiche | Classifiche | Classifiche | Classifiche | Classifiche | Classifiche | Classifiche | Classifiche | Classifiche | Classifiche | Certificazioni |
| Anno                                                                                               | Titolo | US          | AUS         | AUT         | CAN         | FIN         | GER         | ITA         | NLD         | NOR         | NZ          | SWE         | SWI         | UK          | Certificazioni |
| -------------------------------------------------------------------------------------------------- | --- | ----------- | ----------- | ----------- | ----------- | ----------- | ----------- | ----------- | ----------- | ----------- | ----------- | ----------- | ----------- | ----------- | --- |
| 1973                                                                                               | Aerosmith - Pubblicazione: 5 gennaio 1973 - Etichetta: Columbia - Formati: LP, CD, MC                                     | 21          | —           | —           | 58          | —           | —           | —           | —           | —           | —           | —           | —           | —           | - CAN: Platino - US: 2× Platino                                                                                   |
| 1974                                                                                               | Get Your Wings - Pubblicazione: 1º marzo 1974 - Etichetta: Columbia - Formati: LP, CD, MC                                 | 74          | —           | —           | —           | —           | —           | —           | —           | —           | —           | —           | —           | —           | - CAN: Platino - US: 3× Platino                                                                                   |
| 1975                                                                                               | Toys in the Attic - Pubblicazione: 8 aprile 1975 - Etichetta: Columbia - Formati: LP, CD, MC                              | 11          | 79          | —           | 7           | —           | —           | —           | —           | —           | —           | —           | —           | —           | - CAN: Platino - US: 9× Platino                                                                                   |
| 1976                                                                                               | Rocks - Pubblicazione: 3 maggio 1976 - Etichetta: Columbia - Formati: LP, CD, MC                                          | 3           | 45          | —           | 14          | —           | —           | —           | —           | —           | —           | 46          | —           | —           | - CAN: Platino - US: 4× Platino                                                                                   |
| 1977                                                                                               | Draw the Line - Pubblicazione: 1º dicembre 1977 - Etichetta: Columbia - Formati: LP, CD, MC                               | 11          | —           | —           | 10          | —           | —           | —           | —           | —           | —           | —           | —           | —           | - CAN: Oro - US: 2× Platino                                                                                       |
| 1979                                                                                               | Night in the Ruts - Pubblicazione: 1º novembre 1979 - Etichetta: Columbia - Formati: LP, CD, MC                           | 14          | —           | —           | 8           | —           | —           | —           | —           | —           | —           | —           | —           | —           | - CAN: Oro - US: 2× Platino                                                                                       |
| 1982                                                                                               | Rock in a Hard Place - Pubblicazione: 1º agosto 1982 - Etichetta: Columbia - Formati: LP, CD, MC                          | 32          | —           | —           | 24          | —           | —           | —           | —           | —           | —           | —           | —           | —           | - US: Oro |
| 1985                                                                                               | Done with Mirrors - Pubblicazione: 9 novembre 1985 - Etichetta: Geffen - Formati: LP, CD, MC                              | 36          | —           | —           | 72          | —           | —           | —           | —           | —           | —           | —           | —           | —           | - US: Oro |
| 1987                                                                                               | Permanent Vacation - Pubblicazione: 18 agosto 1987 - Etichetta: Geffen - Formati: CD, LP, MC                              | 11          | 42          | —           | 7           | —           | —           | —           | —           | —           | —           | —           | —           | 37          | - CAN: 5× Platino - UK: Oro - US: 5× Platino                                                                      |
| 1989                                                                                               | Pump - Pubblicazione: 12 settembre 1989 - Etichetta: Geffen - Formati: CD, LP, MC                                         | 5           | 1           | —           | 2           | 7           | 13          | 17          | 33          | 9           | 8           | 9           | 8           | 3           | - CAN: 7× Platino - GER: Oro - UK: Argento - US: 7× Platino                                                       |
| 1993                                                                                               | Get a Grip - Pubblicazione: 20 aprile 1993 - Etichetta: Geffen - Formati: CD, LP, MC                                      | 1           | 3           | 3           | 2           | 1           | 3           | 17          | 2           | 3           | 9           | 3           | 1           | 2           | - AUT: Platino - CAN: Diamante - FIN: Oro - GER: Platino - SWE: Platino - SWI: Oro - UK: Platino - US: 7× Platino |
| 1997                                                                                               | Nine Lives - Pubblicazione: 18 marzo 1997 - Etichetta: Columbia - Formati: CD, LP, MC                                     | 1           | 13          | 2           | 2           | 1           | 3           | 13          | 17          | 6           | 14          | 3           | 3           | 4           | - AUT: Oro - CAN: 3× Platino - FIN: Oro - GER: Oro - SWI: Platino - UK: Oro - US: 2× Platino                      |
| 2001                                                                                               | Just Push Play - Pubblicazione: 6 marzo 2001 - Etichetta: Columbia - Formati: CD, LP, MC                                  | 2           | 27          | 7           | 2           | 8           | 6           | 8           | 32          | 24          | —           | 19          | 3           | 7           | - UK: Argento - US: Platino - SWI: Oro                                                                            |
| 2004                                                                                               | Honkin' on Bobo - Pubblicazione: 30 marzo 2004 - Etichetta: Columbia - Formati: CD, LP                                    | 5           | 59          | 22          | 5           | 35          | 32          | 21          | 64          | —           | —           | 38          | 17          | 28          | - US: Oro |
| 2012                                                                                               | Music from Another Dimension! - Pubblicazione: 6 novembre 2012 - Etichetta: Columbia - Formati: CD, LP, download digitale | 5           | 30          | 12          | 6           | 17          | 7           | 7           | 33          | 26          | —           | 11          | 5           | 14          | - CAN: Oro |
| "—" indica una pubblicazione che non si è classificata o che non è stata pubblicata in quel Paese. | |             |             |             |             |             |             |             |             |             |             |             |             |             | |

### Album dal vivo
| Anno                                                                                               | Titolo | Classifiche | Classifiche | Classifiche | Classifiche | Classifiche | Classifiche | Classifiche | Classifiche | Classifiche | Classifiche | Classifiche | Certificazioni                             |
| Anno                                                                                               | Titolo | US          | AUT         | CAN         | FIN         | GER         | ITA         | NLD         | NZ          | SWE         | SWI         | UK          | Certificazioni                             |
| -------------------------------------------------------------------------------------------------- | --- | ----------- | ----------- | ----------- | ----------- | ----------- | ----------- | ----------- | ----------- | ----------- | ----------- | ----------- | ------------------------------------------ |
| 1978                                                                                               | Live! Bootleg - Pubblicazione: ottobre 1978 - Etichetta: Columbia - Formati: LP, CD, MC                      | 13          | —           | 27          | —           | —           | —           | —           | —           | —           | —           | —           | - CAN: Oro - US: Platino                   |
| 1986                                                                                               | Classics Live! - Pubblicazione: aprile 1986 - Etichetta: Columbia - Formati: LP, CD, MC                      | 84          | —           | —           | —           | —           | —           | —           | —           | —           | —           | —           | - US: Platino                              |
| 1987                                                                                               | Classics Live! Vol. 2 - Pubblicazione: giugno 1987 - Etichetta: Columbia - Formati: LP, CD, MC               | —           | —           | —           | —           | —           | —           | —           | —           | —           | —           | —           | - US: Oro                                  |
| 1998                                                                                               | A Little South of Sanity - Pubblicazione: 20 ottobre 1998 - Etichetta: Geffen - Formati: CD, MC              | 12          | 37          | 6           | 24          | 21          | 13          | 34          | 47          | 16          | 24          | 36          | - CAN: Platino - UK: Argento - US: Platino |
| 2005                                                                                               | Rockin' the Joint - Pubblicazione: 25 ottobre 2005 - Etichetta: Columbia - Formati: CD, DualDisc             | 24          | —           | —           | —           | —           | —           | —           | —           | —           | 97          | —           |                                            |
| 2015                                                                                               | Aerosmith Rocks Donington 2014 - Pubblicazione: 4 settembre 2015 - Etichetta: Columbia - Formati: CD, CD+DVD | —           | —           | —           | —           | 40          | —           | —           | —           | —           | 85          | —           |                                            |
| "—" indica una pubblicazione che non si è classificata o che non è stata pubblicata in quel Paese. | |             |             |             |             |             |             |             |             |             |             |             |                                            |

### Raccolte
| Anno                                                                                               | Titolo | Classifiche | Classifiche | Classifiche | Classifiche | Classifiche | Classifiche | Classifiche | Classifiche | Classifiche | Classifiche | Classifiche | Classifiche | Classifiche | Certificazioni                                                                                       |
| Anno                                                                                               | Titolo | US          | AUS         | AUT         | CAN         | FIN         | GER         | ITA         | NLD         | NOR         | NZ          | SWE         | SWI         | UK          | Certificazioni                                                                                       |
| -------------------------------------------------------------------------------------------------- | --- | ----------- | ----------- | ----------- | ----------- | ----------- | ----------- | ----------- | ----------- | ----------- | ----------- | ----------- | ----------- | ----------- | --- |
| 1980                                                                                               | Greatest Hits - Pubblicazione: ottobre 1980 - Etichetta: Columbia - Formati: LP, CD, MC                                                   | 43          | —           | —           | —           | —           | —           | —           | —           | —           | —           | —           | —           | —           | - CAN: Platino - US: 12× Platino                                                                     |
| 1988                                                                                               | Gems - Pubblicazione: novembre 1988 - Etichetta: Columbia - Formati: LP, CD, MC                                                           | 133         | —           | —           | —           | —           | —           | —           | —           | —           | —           | —           | —           | —           | - US: Oro                                                                                            |
| 1991                                                                                               | Pandora's Box - Pubblicazione: novembre 1991 - Etichetta: Columbia - Formati: Box set                                                     | 45          | —           | —           | 82          | —           | —           | —           | —           | —           | —           | —           | —           | —           | - US: Platino                                                                                        |
| 1994                                                                                               | Pandora's Toys - Pubblicazione: luglio 1994 - Etichetta: Columbia - Formati: CD, LP, MC                                                   | —           | —           | 14          | —           | —           | 52          | —           | 41          | —           | —           | —           | 21          | —           | |
| 1994                                                                                               | Big Ones - Pubblicazione: 1º novembre 1994 - Etichetta: Geffen - Formati: CD, LP, MC                                                      | 6           | 12          | 4           | 2           | 3           | 5           | 22          | 8           | 9           | 4           | 5           | 6           | 7           | - AUT: Oro - CAN: 8× Platino - FIN: Platino - GER: Oro - SWE: Platino - UK: Platino - US: 4× Platino |
| 1994                                                                                               | Box of Fire - Pubblicazione: 22 novembre 1994 - Etichetta: Columbia - Formati: Box set                                                    | —           | —           | —           | —           | —           | —           | —           | —           | —           | —           | —           | —           | —           | - US: Oro                                                                                            |
| 2001                                                                                               | Young Lust: The Aerosmith Anthology - Pubblicazione: 20 novembre 2001 - Etichetta: Geffen - Formati: CD, MC                               | 191         | 48          | —           | —           | —           | 78          | 6           | —           | —           | 15          | 30          | —           | 32          | - UK: Platino - US: Oro                                                                              |
| 2002                                                                                               | Classic Aerosmith: The Universal Masters Collection - Pubblicazione: 25 giugno 2002 - Etichetta: Geffen - Formati: CD                     | —           | —           | —           | —           | —           | —           | —           | —           | —           | —           | —           | —           | —           | |
| 2002                                                                                               | O, Yeah! The Ultimate Aerosmith Hits - Pubblicazione: 2 luglio 2002 - Etichetta: Columbia/Geffen - Formati: CD                            | 4           | 82          | —           | —           | 9           | —           | 35          | 23          | —           | —           | —           | 90          | 6           | - UK: Argento - US: 3× Platino                                                                       |
| 2006                                                                                               | Devil's Got a New Disguise: The Very Best of Aerosmith - Pubblicazione: 17 ottobre 2006 - Etichetta: Columbia - Formati: CD               | 33          | 31          | 75          | —           | —           | —           | 67          | —           | —           | 2           | —           | 30          | 19          | - NZ: Platino - UK: Platino                                                                          |
| 2007                                                                                               | 20th Century Masters - The Millennium Collection: The Best of Aerosmith - Pubblicazione: 21 maggio 2007 - Etichetta: Geffen - Formati: CD | 67          | —           | —           | —           | —           | 80          | —           | —           | —           | —           | —           | —           | —           | |
| 2011                                                                                               | Tough Love: Best of the Ballads - Pubblicazione: 10 maggio 2011 - Etichetta: Geffen - Formati: CD                                         | 109         | —           | —           | —           | —           | —           | —           | —           | —           | —           | —           | 87          | 42          | |
| 2011                                                                                               | The Essential Aerosmith - Pubblicazione: 13 settembre 2011 - Etichetta: Columbia - Formati: CD                                            | —           | 44          | —           | —           | —           | —           | —           | —           | —           | —           | —           | 86          | —           | - UK: Oro                                                                                            |
| "—" indica una pubblicazione che non si è classificata o che non è stata pubblicata in quel Paese. | |             |             |             |             |             |             |             |             |             |             |             |             |             | |

## Extended play
| Anno | Titolo                                                            |
| ---- | ----------------------------------------------------------------- |
| 1988 | Vacation Club - Pubblicazione: dicembre 1988 - Etichetta: Geffen  |
| 1997 | Made in America - Pubblicazione: marzo 1997 - Etichetta: Columbia |

## Singoli

### Anni '70
| Anno | Singolo                        | Classifiche | Classifiche | Classifiche | Classifiche | Album di provenienza                             |
| Anno | Singolo                        | US          | AUS         | CAN         | UK          | Album di provenienza                             |
| ---- | ------------------------------ | ----------- | ----------- | ----------- | ----------- | ------------------------------------------------ |
| 1973 | Make It                        | —           | —           | —           | —           | Aerosmith                                        |
| 1973 | Mama Kin                       | —           | —           | —           | —           | Aerosmith                                        |
| 1973 | Dream On                       | 59          | —           | 87          | —           | Aerosmith                                        |
| 1974 | Same Old Song and Dance        | —           | —           | —           | —           | Get Your Wings                                   |
| 1974 | Train Kept A-Rollin'           | —           | —           | —           | —           | Get Your Wings                                   |
| 1974 | S.O.S. (Too Bad)               | —           | —           | —           | —           | Get Your Wings                                   |
| 1975 | Sweet Emotion                  | 36          | —           | 56          | —           | Toys in the Attic                                |
| 1975 | Walk This Way                  | —           | —           | —           | —           | Toys in the Attic                                |
| 1975 | You See Me Crying              | —           | —           | —           | —           | Toys in the Attic                                |
| 1975 | Toys in the Attic              | —           | —           | —           | —           | Toys in the Attic                                |
| 1976 | Dream On (riedizione)          | 6           | 72          | 10          | 76          | Aerosmith                                        |
| 1976 | Last Child                     | 21          | —           | 26          | —           | Rocks                                            |
| 1976 | Home Tonight                   | 71          | —           | 82          | —           | Rocks                                            |
| 1976 | Rats in the Cellar             | —           | —           | —           | —           | Rocks                                            |
| 1976 | Walk This Way (riedizione)     | 10          | 85          | 7           | 85          | Toys in the Attic                                |
| 1977 | Back in the Saddle             | 38          | —           | 68          | —           | Rocks                                            |
| 1977 | Draw the Line                  | 42          | —           | 38          | —           | Draw the Line                                    |
| 1978 | Kings and Queens               | 70          | —           | 77          | —           | Draw the Line                                    |
| 1978 | Get It Up                      | —           | —           | —           | —           | Draw the Line                                    |
| 1978 | Come Together                  | 23          | —           | 24          | —           | Sgt. Pepper's Lonely Hearts Club Band Soundtrack |
| 1978 | Chip Away the Stone            | 77          | —           | —           | —           | Live! Bootleg                                    |
| 1979 | Remember (Walking in the Sand) | 67          | —           | 29          | —           | Night in the Ruts                                |

### Anni '80
| Anno | Singolo                          | US | US Rock | AUS | CAN | GER | IRL | ITA | NLD | NOR | NZ | SWE | SWI | UK | Album di provenienza |
| ---- | -------------------------------- | -- | ------- | --- | --- | --- | --- | --- | --- | --- | -- | --- | --- | -- | -------------------- |
| 1982 | Lightning Strikes                | —  | 21      | —   | —   | —   | —   | —   | —   | —   | —  | —   | —   | —  | Rock in a Hard Place |
| 1982 | Bitch's Brew                     | —  | —       | —   | —   | —   | —   | —   | —   | —   | —  | —   | —   | —  | Rock in a Hard Place |
| 1985 | Let the Music Do the Talking     | —  | 18      | —   | —   | —   | —   | —   | —   | —   | —  | —   | —   | —  | Done with Mirrors    |
| 1985 | Shela                            | —  | 20      | —   | —   | —   | —   | —   | —   | —   | —  | —   | —   | —  | Done with Mirrors    |
| 1986 | My First Your Face               | —  | —       | —   | —   | —   | —   | —   | —   | —   | —  | —   | —   | —  | Done with Mirrors    |
| 1986 | Darkness                         | —  | —       | —   | —   | —   | —   | —   | —   | —   | —  | —   | —   | —  |                      |
| 1987 | Walk This Way (con i Run DMC)    | 4  | —       | 9   | 6   | 13  | 12  | 12  | 2   | 6   | 1  | —   | 9   | 8  | Raising Hell         |
| 1987 | Hangman Jury                     |    |         |     |     |     |     |     |     |     |    |     |     |    | Permanent Vacation   |
| 1987 | Dude (Looks Likes a Lady)        | 14 | —       | —   | —   | —   | —   | —   | —   | —   | —  | —   | —   |    | Permanent Vacation   |
| 1988 | Angel                            | 13 | —       | —   | —   | —   | —   | —   | —   | —   | —  | —   | —   |    | Permanent Vacation   |
| 1988 | Angel                            | 13 | —       | —   | —   | —   | —   | —   | —   | —   | —  | —   | —   |    | Permanent Vacation   |
| 1988 | Rag Doll                         | 3  | 2       | —   | 14  | —   | —   | —   | —   | —   | —  | —   | —   | 69 | Permanent Vacation   |
| 1988 | Chip Away the Stone (riedizione) | 4  | 2       | 1   | 2   | —   | —   | 47  | —   | —   | 13 | 12  | —   | 76 | Gems                 |
| 1989 | Love in an Elevator              | 5  |         |     |     |     | 18  | —   | 14  | —   | 15 | —   | —   | 13 | Pump                 |
| 1989 | F.I.N.E.                         | —  | 14      | —   | —   | —   | —   | —   | —   | —   | —  | —   | —   | —  | Pump                 |
| 1989 | Janie's Got a Gun                | 17 | 12      | 73  | 23  | —   | 29  | 13  | 16  | —   | —  | —   | —   | 42 | Pump                 |

### Anni '90
| Anno | Singolo                                  | Classifiche | Classifiche | Classifiche | Classifiche | Classifiche | Classifiche | Classifiche | Classifiche | Classifiche | Classifiche | Classifiche | Classifiche | Classifiche | Classifiche | Classifiche | Album di provenienza                |
| Anno | Singolo                                  | US          | US Rock     | US Pop      | AUS         | AUT         | CAN         | GER         | IRL         | ITA         | NLD         | NOR         | NZ          | SWE         | SWI         | UK          | Album di provenienza                |
| ---- | ---------------------------------------- | ----------- | ----------- | ----------- | ----------- | ----------- | ----------- | ----------- | ----------- | ----------- | ----------- | ----------- | ----------- | ----------- | ----------- | ----------- | ----------------------------------- |
| 1990 | Dude (Looks Like a Lady) (riedizione)    | —           | —           | —           | —           | —           | —           | —           | 10          | —           | —           | —           | —           | —           | —           | 20          | Permanent Vacation                  |
| 1990 | What It Takes                            | 9           | 1           | —           | 46          | —           | 15          | —           | —           | —           | —           | —           | 19          | —           | —           | —           | Pump                                |
| 1990 | The Other Side                           | 22          | 1           | —           | —           | —           | 22          | —           | —           | —           | —           | —           | —           | —           | —           | 46          | Pump                                |
| 1990 | Monkey on My Back                        | —           | 17          | —           | —           | —           | —           | —           | —           | —           | —           | —           | —           | —           | —           | —           | Pump                                |
| 1990 | Love Me Two Times                        | —           | 27          | —           | —           | —           | —           | —           | —           | —           | —           | —           | —           | —           | —           | —           | Air America Soundtrack              |
| 1991 | Sweet Emotion (riedizione)               | —           | 36          | —           | —           | —           | —           | —           | —           | —           | —           | —           | 14          | —           | —           | —           | Pandora's Box                       |
| 1991 | Helter Skelter                           | —           | 21          | —           | —           | —           | —           | —           | —           | —           | —           | —           | —           | —           | —           | —           | Pandora's Box                       |
| 1993 | Livin' on the Edge                       | 18          | 1           | 19          | 21          | —           | 10          | —           | —           | —           | 42          | 4           | 11          | 29          | 21          | 19          | Get a Grip                          |
| 1993 | Eat the Rich                             | —           | 5           | —           | —           | —           | 45          | —           | —           | —           | —           | —           | —           | —           | —           | 34          | Get a Grip                          |
| 1993 | Fever                                    | —           | 5           | —           | —           | —           | —           | —           | —           | —           | —           | —           | —           | —           | —           | —           | Get a Grip                          |
| 1993 | Cryin' †                                 | 12          | 1           | 11          | —           | 5           | 8           | 7           | 20          | —           | 5           | 1           | —           | 3           | 4           | 17          | Get a Grip                          |
| 1993 | Amazing                                  | 24          | 3           | 9           | —           | 27          | 4           | 28          | —           | —           | 12          | 5           | —           | 24          | 16          | 57          | Get a Grip                          |
| 1994 | Shut Up and Dance                        | —           | —           | —           | —           | —           | —           | —           | —           | —           | —           | —           | —           | —           | —           | 24          | Get a Grip                          |
| 1994 | Deuces Are Wild                          | —           | 1           | —           | —           | —           | 25          | —           | —           | —           | —           | —           | —           | —           | —           | —           | The Beavis and Butt-head Experience |
| 1994 | Crazy                                    | 17          | 7           | 7           | —           | —           | 3           | 43          | —           | —           | 28          | —           | —           | —           | 28          | 23          | Get a Grip                          |
| 1994 | Blind Man                                | 48          | 3           | 23          | —           | —           | 5           | 89          | —           | —           | 37          | 9           | —           | —           | —           | 23          | Big Ones                            |
| 1995 | Walk on Water                            | —           | 16          | —           | —           | —           | 62          | —           | —           | —           | —           | —           | —           | —           | —           | —           | Big Ones                            |
| 1997 | Nine Lives                               | —           | 37          | —           | —           | —           | —           | —           | —           | —           | —           | —           | —           | —           | —           | —           | Nine Lives                          |
| 1997 | Falling in Love (Is Hard on the Knees) † | 35          | 1           | 29          | 46          | 35          | 2           | 40          | —           | —           | 76          | —           | —           | 23          | 22          | 22          | Nine Lives                          |
| 1997 | Hole in My Soul                          | 51          | 4           | —           | —           | —           | 10          | 75          | —           | —           | —           | —           | —           | —           | —           | 29          | Nine Lives                          |
| 1997 | Pink                                     | 27          | 1           | 23          | —           | —           | 42          | 81          | —           | —           | 58          | —           | —           | —           | —           | 38          | Nine Lives                          |
| 1998 | Taste of India                           | —           | 3           | —           | —           | —           | 40          | —           | —           | —           | —           | —           | —           | —           | —           | —           | Nine Lives                          |
| 1998 | Full Circle                              | —           | —           | —           | —           | —           | —           | —           | —           | —           | —           | —           | —           | —           | —           | —           | Nine Lives                          |
| 1998 | I Don't Want to Miss a Thing †‡          | 1           | 4           | 1           | 1           | 1           | 2           | 1           | 1           | 1           | 3           | 1           | —           | 2           | 1           | 4           | Armageddon Soundtrack               |
| 1998 | What Kind of Love Are You On             | —           | 4           | —           | —           | —           | —           | —           | —           | —           | —           | —           | —           | —           | —           | —           | Armageddon Soundtrack               |
| 1999 | Pink (riedizione)                        | —           | —           | —           | —           | —           | —           | —           | —           | —           | —           | —           | —           | —           | —           | 13          | Nine Lives                          |

### Anni '00
| Anno | Singolo                    | Classifiche | Classifiche | Classifiche | Classifiche | Classifiche | Classifiche | Classifiche | Classifiche | Classifiche | Classifiche | Classifiche | Classifiche | Album di provenienza                                   |
| Anno | Singolo                    | US          | US Rock     | US Pop      | AUT         | CAN         | GER         | ITA         | NLD         | NZ          | SWE         | SWI         | UK          | Album di provenienza                                   |
| ---- | -------------------------- | ----------- | ----------- | ----------- | ----------- | ----------- | ----------- | ----------- | ----------- | ----------- | ----------- | ----------- | ----------- | ------------------------------------------------------ |
| 2000 | Angel's Eye                | —           | 4           | —           | —           | —           | —           | —           | —           | —           | —           | —           | —           | Charlie's Angels Soundtrack                            |
| 2001 | Jaded                      | 7           | 1           | 6           | 47          | 6           | 48          | 11          | 54          | 41          | 42          | 30          | 13          | Just Push Play                                         |
| 2001 | Fly Away from Here         | 103         | —           | 24          | —           | —           | —           | 40          | 99          | —           | —           | 94          | —           | Just Push Play                                         |
| 2001 | Sunshine                   | —           | 23          | —           | —           | —           | —           | —           | —           | —           | —           | —           | —           | Just Push Play                                         |
| 2001 | Just Push Play             | —           | 10          | 38          | —           | —           | —           | —           | —           | —           | —           | —           | —           | Just Push Play                                         |
| 2002 | Girls of Summer            | —           | 25          | —           | —           | —           | —           | 25          | —           | —           | —           | —           | —           | O, Yeah! The Ultimate Aerosmith Hits                   |
| 2004 | Baby, Please Don't Go      | —           | 7           | —           | —           | —           | —           | —           | —           | —           | —           | —           | —           | Honkin' on Bobo                                        |
| 2006 | Devil's Got a New Disguise | —           | 15          | —           | —           | —           | —           | —           | —           | —           | —           | —           | —           | Devil's Got a New Disguise: The Very Best of Aerosmith |

### Anni '10
| Anno | Singolo                   | Classifiche | Classifiche | Classifiche | Classifiche | Album di provenienza          |
| Anno | Singolo                   | US          | US Rock     | US Adult    | JPN         | Album di provenienza          |
| ---- | ------------------------- | ----------- | ----------- | ----------- | ----------- | ----------------------------- |
| 2012 | Legendary Child           | —           | 17          | —           | 39          | Music from Another Dimension! |
| 2012 | Lover Alot                | —           | 31          | —           | 47          | Music from Another Dimension! |
| 2012 | What Could Have Been Love | —           | —           | 22          | 7           | Music from Another Dimension! |
| 2013 | Can't Stop Lovin' You     | —           | —           | —           | —           | Music from Another Dimension! |